# Hermann Credner
Carl Hermann Georg Credner, född 1 oktober 1841 i Gotha, död 21 juli 1913 i Leipzig, var en tysk geolog. Han var son till Heinrich Credner och bror till Rudolf Credner.
Credner blev 1870 professor vid universitetet i Leipzig och 1874 direktör för Sachsens geologiska undersökning, 1881 Oberbergrat och 1891 Geheimer Bergrat. Han avgick från sina befattningar 1912. Han var sedan 1889 korresponderande ledamot av Geologiska Föreningen i Stockholm.
Förutom åtskilliga paleontologiska och geologiska arbeten, huvudsakligen över norra Tyskland, utgav han det värdefulla arbetet Elemente der Geologie (1872; nionde upplagan 1902), Geologische Führer durch das sächsische Granulitgebirge (1880), Die Stegocephalen und Saurier aus dem Rotliegenden des plauenschen Grundes bei Dresden (1894) samt flera redogörelser för jordbävningar under senare år.